# 汉努·西托宁
汉努·西托宁（芬蘭語：Hannu Siitonen，1949年3月18日—），芬兰男子田径运动员，主攻标枪。他曾代表芬兰参加1972年和1976年夏季奥林匹克运动会田径比赛，其中1976年奥运会获得一枚银牌。